# 相模総合補給廠
座標: 北緯35度34分51秒 東経139度22分40秒 / 北緯35.580717度 東経139.377762度

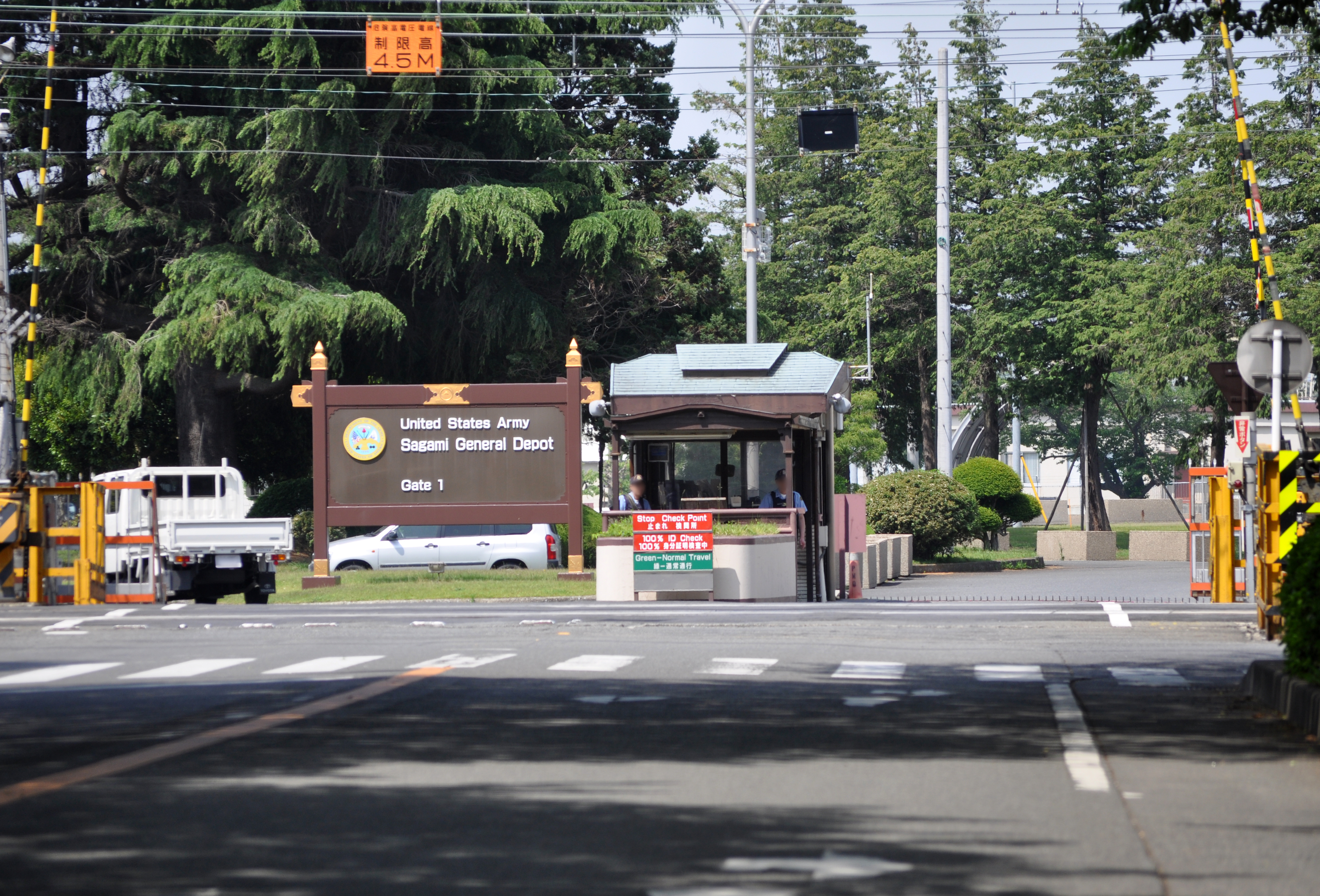
相模総合補給廠のメインゲート（西門）

相模総合補給廠（さがみそうごうほきゅうしょう）は、神奈川県相模原市中央区に所在する在日アメリカ陸軍の補給施設である。米側名称は U.S. Army Sagami General Depot（通称：相模デポ）、旧名称は横浜技術廠 (YED: Yokohama Engineering Depot) 相模工廠。1945年に敗戦前の相模陸軍造兵廠の敷地および施設を接収して設置された。
施設の敷地は、JR横浜線相模原駅 - 矢部駅付近の北側約214ヘクタールを占めている。そのうち、西側の一部敷地（約17ヘクタール）は2014年9月30日に日本へ返還された。

## 概要

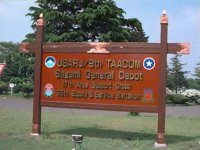
相模総合補給廠内の標識

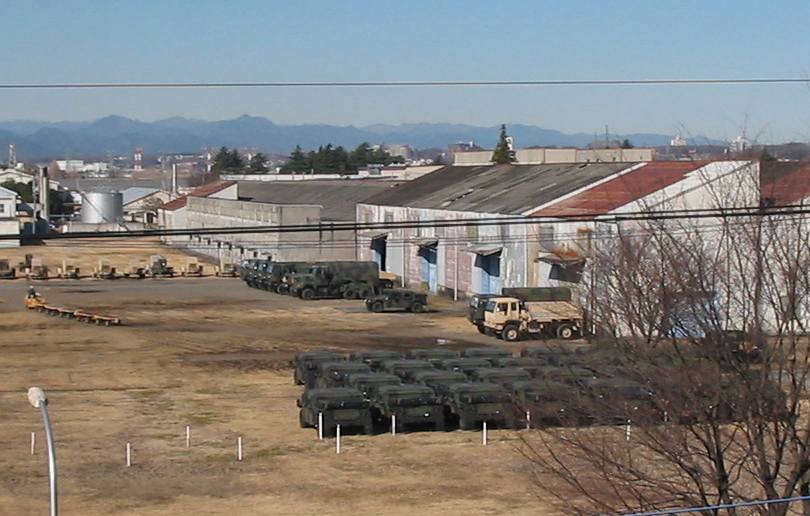
相模総合補給廠内に並ぶ軍用車両

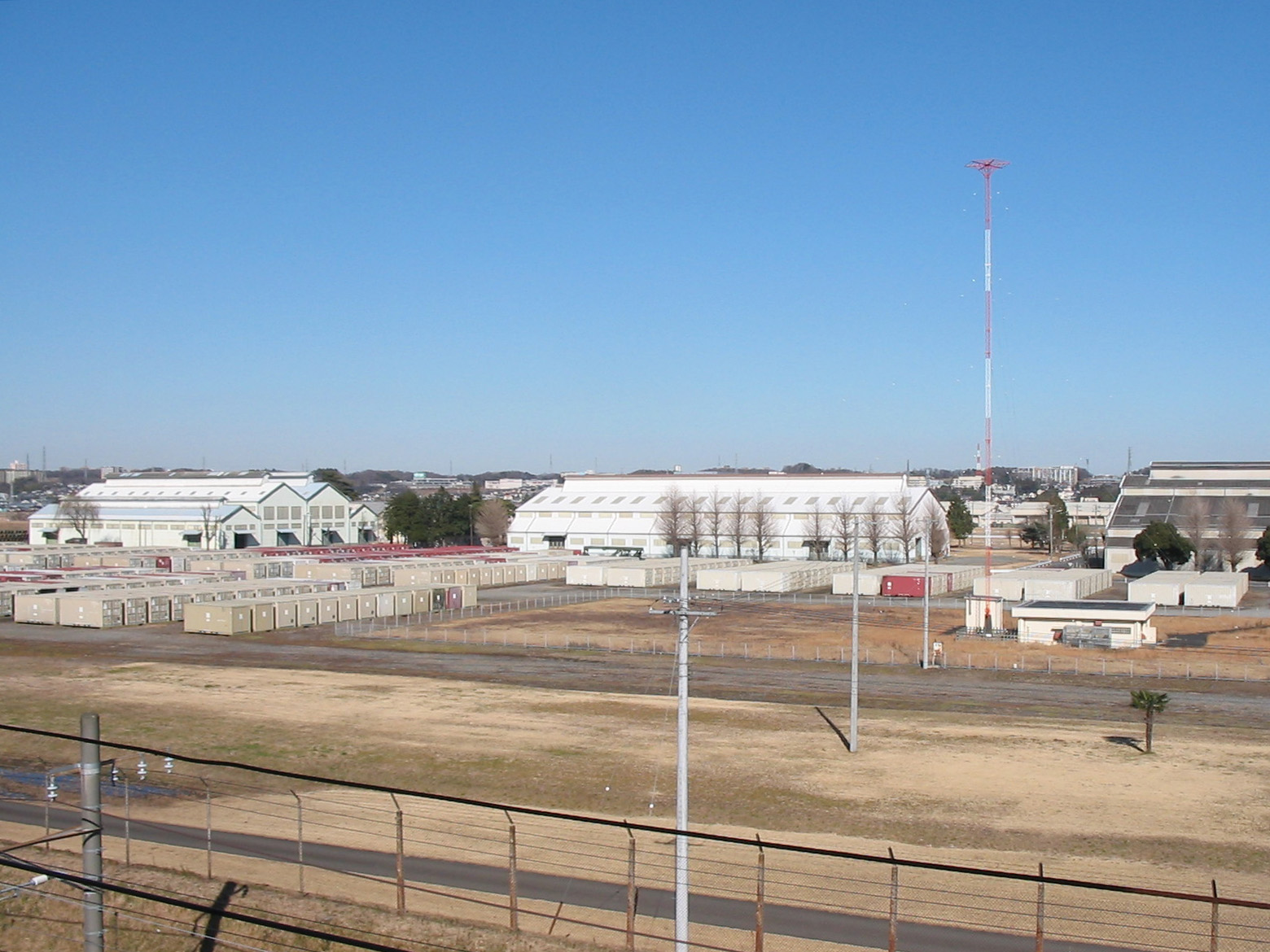
解体される前の「座間NDB」

アメリカ陸軍、アメリカ空軍、アメリカ海軍、アメリカ海兵隊の小銃、糧食、野戦病院セット、各種工作車両等の各種物資が常時保管されており、アメリカの世界戦略を支えている重要な施設である。
かつては、敷地の北西部に戦車や装甲車などの兵器を補修する整備施設、整備した車両のテストコースがあり、ベトナム戦争において重要な役割を果たした。
また、アメリカ本土の陸軍部隊と陸上自衛隊の共同演習の際に使用する戦車・装甲車などの兵器一式が、以前は「保管」されていた。
運用に当たっては、在日アメリカ陸軍司令部があるキャンプ座間、アメリカ陸軍の揚陸施設である横浜ノース・ドック、極東の輸送ハブである横田飛行場と密接に連携している。
一方で、廃棄物の一時保管場所になっているため、しばしば地元との対立が発生している。1992年には、カドミウムを境川に垂れ流していたことが判明、1999年には、有毒物質であるポリ塩化ビフェニル（PCB、米軍基地で使用されていた米国製・日本製等）を保管していたことが明らかになり、問題となった。PCBは一度横浜ノース・ドックからアメリカ合衆国に搬出されたが、アメリカの港で受け入れを拒否されて横浜ノース・ドックに戻され、結局ウェーク島に一時保管されることとなった。
西門が事実上の正門として使用されており、出入りする車両に対しては日本の警察官による厳重な検問が行われている。一般開放は2008年で一旦終了したが、2013年からはハワイアンフェスティバルの会場として開放している。また、敷地内にて毎年4月中旬にマラソン大会（東日本国際親善マラソン）が開催されており、参加者は入ることが可能である。また、敷地内には鹿島神社 (SHRINE PARK) があるが、この神社を訪れることができるのは関係者のみとなっている。
2008年には西側の一部敷地（約17ヘクタール）について日本への返還が正式決定、2014年9月30日に返還された。長く取り残されてきた相模原駅北口エリアの再開発が期待されている（詳細は後節）。
施設データ
- 所在地：神奈川県相模原市中央区矢部新田、上矢部、小山
- 面積：2,143,508m2（※西側の一部敷地など返還以前のデータ）
- 管理部隊：在日アメリカ陸軍基地管理本部（旧第17地域支援群 (17th Area Support Group)）
- 所属部隊
  - 第35補給・業務大隊司令部 - 全世界に4つある陸軍事前集積貯蔵 (APS) のうち「APS−太平洋」を運用する部隊
  - 国防再利用販売事務所 (DRMO)
  - 米軍極東科学センター
  - 国防物品販売局配送センター (DECA)
- 用途：工場用地
- 座間NDB（2008年9月25日　廃局）
  - 羽田を離陸し、北陸・中国・北九州方面へ向かう便が用いる航空機のルートのひとつ、ザマ6ディパーチャーなどで利用されていた航空保安無線施設（無線標識）。
  - 本基地は座間市ではなく、相模原市に所在するが、座間NDBと命名されていた。なお、相模原市と座間市にまたがって所在する、キャンプ座間基地内にはキャスナーNDBが存在する。
- アメリカ軍人・軍属：約150名（訓練センター完成後は約300名）
- 従業員数：約600名

## 歴史
- 1972年 - ベトナム戦争が激化する中、軍用車両の搬出阻止運動が活発化し、連日抗議運動の多数の参加者がゲート付近に詰めかける状態となった。
  - 9月4日 - 阻止運動のために補給廠前に集結した中核派800人と革マル派700人が内ゲバ状態になり、制止に入った機動隊員を含めて約120人が負傷[4]。
  - 9月8日 - 野外集積場から出火。相模原消防本部から化学消防車など8台も出動して30分ほどで消火されたが、20リットル入り塗料の缶など約200本、200リットル入りドラム缶約100本の半分が焼失した。出火原因としてアメリカ軍側は、相模原警察署に対して「自然発火と思われる」との連絡を行ったが、出火場所から70mほどの場所で廃材の野焼きが行われていたことが判明している[5]。
- 1973年2月6日 - 野砲砲身の緩衝装置を解体中に破片が吹き飛び、日本人作業員1人が死亡[6]。
- 2008年6月 - 日米合同委員会にて、施設の西側にあたる一部敷地（約17ヘクタール）[2]の日本への返還と、その北側に隣接する敷地（約35ヘクタール）[2]の日米共同利用が正式決定。
- 2009年11月末 - 焼夷弾約90発が見つかり、12月4日と7日[7]に爆破処理を行った[8]。4日の爆破処理は周辺住民には事前に伝わっておらず、突然の爆音に驚かされた市民からの苦情が寄せられた。
- 2010年
  - 1月25日 - 焼夷弾約25発が見つかったが[9]、在日米軍横須賀基地の爆破処理班の調査で鉄パイプだったことが判明した[10]。
  - 8月27日 - 戦闘指揮訓練センターの建設工事の過程において、不発弾（焼夷弾）約100発が見つかり[11]、敷地内で爆破処理を行った。
  - 11月20日・21日 - 返還予定地で『潤水都市 さがみはらフェスタ』が行われる[12]。
- 2013年9月1日 - これまで淵野辺公園隣接地で行われていた相模原市総合防災訓練が、規模拡充に伴い補給廠内で実施され、アメリカ陸軍からも消防隊が参加[13][14][15]。
- 2014年
  - 9月1日 - 返還予定地が初めて首都圏防災訓練の「中央会場」となり、訓練が実施された[14]。
  - 9月30日 - 西側の一部敷地（約17ヘクタール）、およびその東端において南北に縦断する敷地（約2ヘクタール、鉄道・道路用地となる予定）が日本へ返還された[3]。
- 2015年
  - 8月24日 - 0時45分頃から、連続的な爆発が発生。ボンベ等の圧力容器を保管してあった倉庫からの出火によるが、出火の原因は特定されていない(2016年11月2日現在)[16]。
- 2017年
  - 4月22日 - 一部返還地の南北に縦断する約2ヘクタールにおいて、南北道路供用開始。なお、この道路は2021年1月現在暫定整備であり、車道は従来からあるJR相模原駅北口ロータリーおよび総合相模更正病院前の道路とは繋がっておらず（病院前の道路とは緊急車両用として伸縮式のポールで仕切られた通路が有る）、南北道路南端に整備されたロータリーで折り返すようになっている。南北道路南端のロータリーと相模原駅北口ロータリーの歩道は繋がっており、歩行者と自転車は通り抜けができる。
- 2018年
  - 3月26日 - 一部返還地の西側において、東西道路供用開始。
- 2020年
  - 11月14日 - 一部返還地の北側にある共同使用区域において、相模原スポーツ・レクリエーションパークの一部を供用開始。開園したのは、全約10ヘクタールの内の「芝生広場」と「遊具広場」の計約2.9ヘクタール。
- 2021年
  - 4月1日 - 相模原スポーツ・レクリエーションパークにおいて、人工芝グラウンドの供用開始。

## 米軍再編における影響について

### 指揮訓練センターの設置
アメリカ軍再編の一環として、アメリカ陸軍はキャンプ座間に第1軍団の新司令部を設置し、同時にアメリカ4軍の統合的指揮を行う戦闘司令部 (UEX) を設置することとなったが、その指揮訓練を行う、コンピューターシミュレーターを備えた指揮訓練センターが相模総合補給廠に設置される予定である。

### 一部敷地の返還
相模総合補給廠は相模原市街地を遮る構造になっており、市内交通の迂回を余儀なくされ渋滞が発生するなどしていた。そのため地元からかねてより返還要求が出されていたが、2006年2月、日米両政府は相模総合補給廠の敷地を日本へ一部返還し、補給廠を南北に縦断する道路を整備することで基本的に合意した。2008年6月には、日米合同委員会にて施設の西側にあたる一部敷地（約17ヘクタール）の日本への返還と、その北側に隣接する敷地（約35ヘクタール）の日米共同利用、さらに「鉄道・道路用地」として両敷地の東端を南北に縦断する敷地（約2ヘクタール）の日本への返還が正式決定された。
相模総合補給廠を南北に縦断する約2ヘクタールの敷地では道路の建設が行われ、2017年4月より供用が開始された。これにより、東京都町田市から相模原駅へのアクセス性が大幅に改善することが期待され、2018年3月にはこの南北道路と向陽小学校方面を結ぶ東西道路も整備された。また、南北道路の地下において小田急電鉄多摩線の延伸計画も検討されている。
前述の約17ヘクタールの土地（一部敷地）については、2010年6月に2013年度末までに返還される見通しであると公表された。この返還はJR横浜線相模原駅北口前に所在していた在日アメリカ陸軍の住宅用地を相模原住宅地区に統合することで実現したものであるため、条件として柵などの工事を行う必要があり、当初の予定より遅れたものの、2014年9月30日に返還が完了した。相模原市では今回の返還地に公共施設および商業施設などを整備する基本計画を2014年6月に策定したが、具体的な整備計画についてはコンベンション・センターの建設、市役所の移転等の案が示されているものの、決定事項はない。
一方、西側の一部返還地北側は日米共同使用区域（約35ヘクタール）とし、2020年11月には共同使用区域南側の一部に相模原市の「相模原スポーツ・レクリエーションパーク」が整備された。

### リニア中央新幹線の誘致構想
リニア中央新幹線の途中駅誘致に関して、神奈川県知事は橋本駅を候補地として正式表明しているものの、地元の一部にはJR相模原駅に隣接している相模総合補給廠跡地を挙げる者もいた。その際、前記ルートがリニア駅までのアクセスとなるが、リニア中央新幹線を品川駅から相模原駅まで直進ルートで建設するためには、未返還部分の地下を横断せざるを得ないこの案に対しては、非現実的であるという見方もあった。
相模原市長は個人的意見として、リニア中央新幹線の途中駅の建設と、前述の小田急多摩線の延伸と合わせて一体として開発を行うことも検討していたが、結局この構想は断念され、最終的にリニア中央新幹線の駅は橋本駅付近への設置で決着した。

## 鉄道の遺構
敷地に沿って走っているJR横浜線淵野辺駅より矢部駅近くまで横浜線に沿って北上した後、相模総合補給廠内へと乗り入れる専用線が敷設されていた。この6.1キロに及ぶ専用線にて、鉄道貨物による軍需物質の輸送が行われていたが1979年（昭和54年）10月1日に廃止。今では、淵野辺駅構内から矢部駅にかけて、住宅の敷地内に草に埋もれるように線路が残存している。

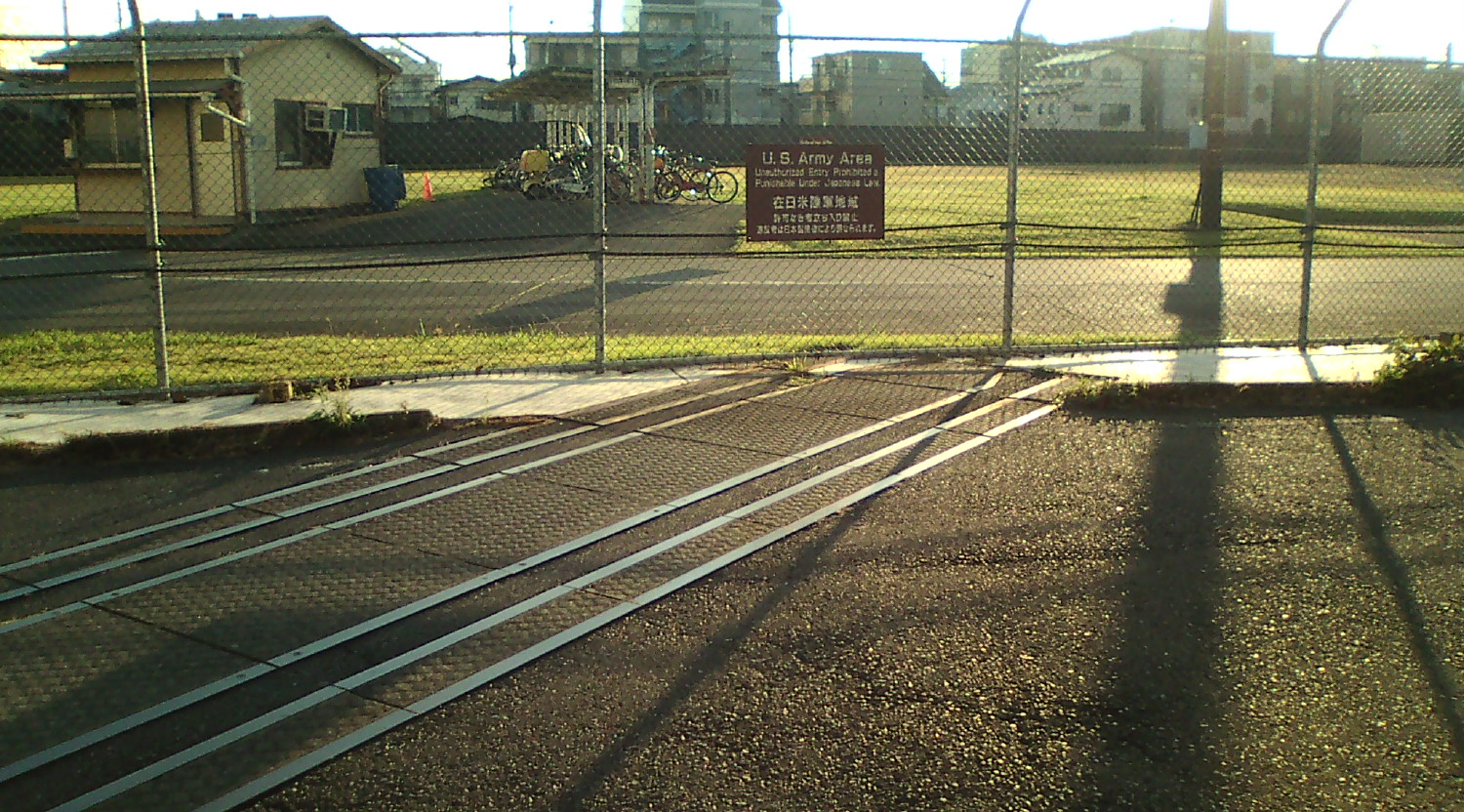
踏切跡
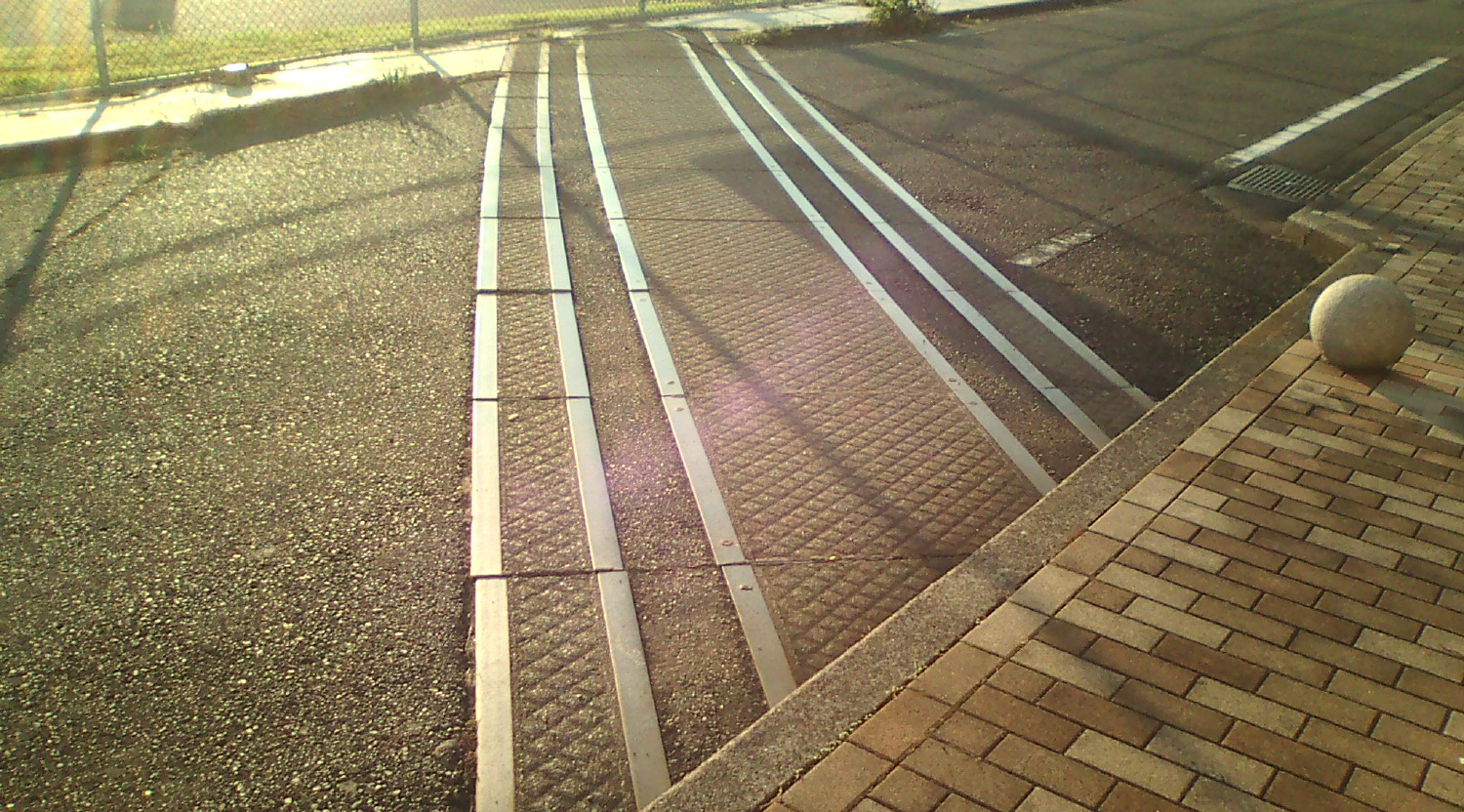
踏切跡
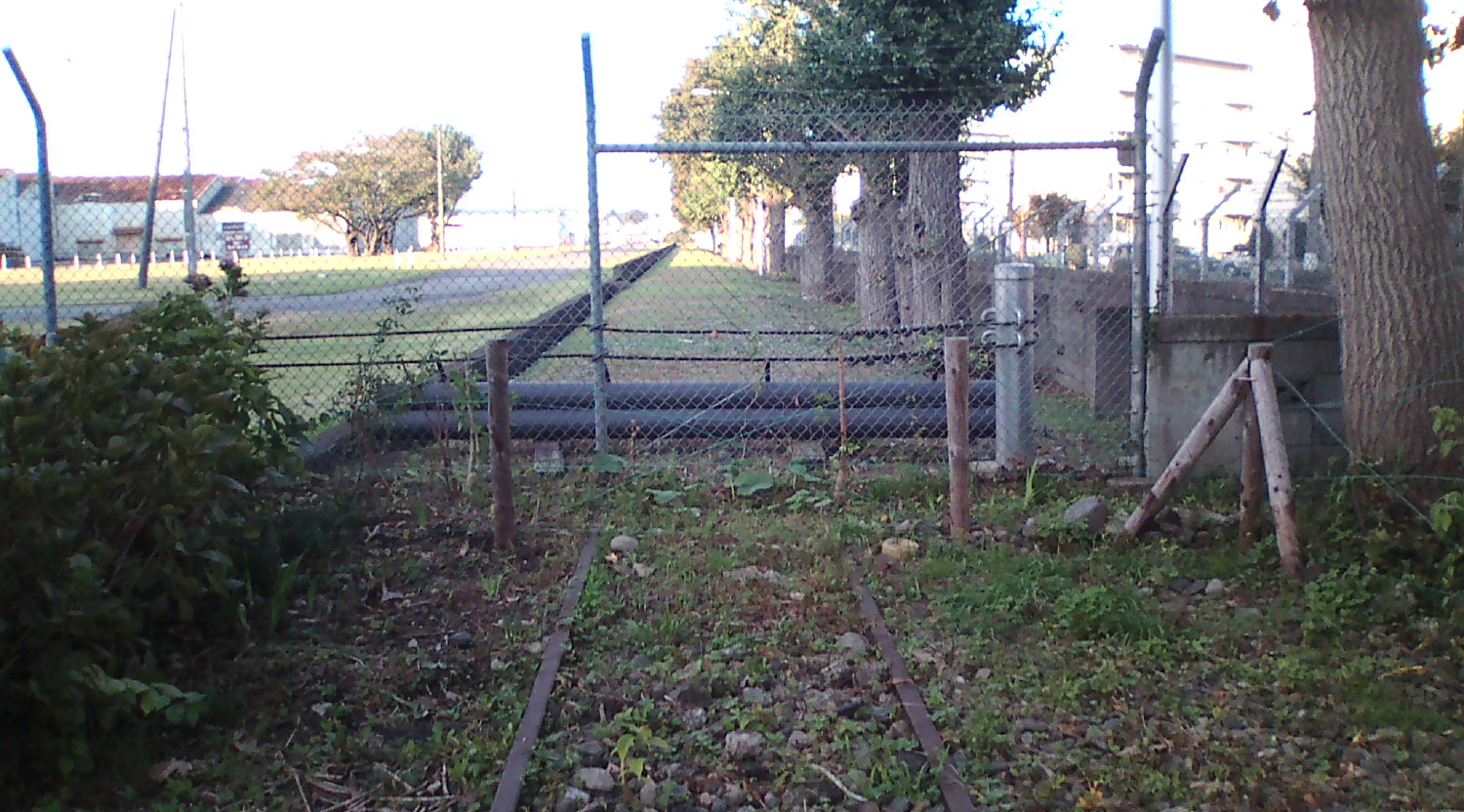
補給廠へ続くレール
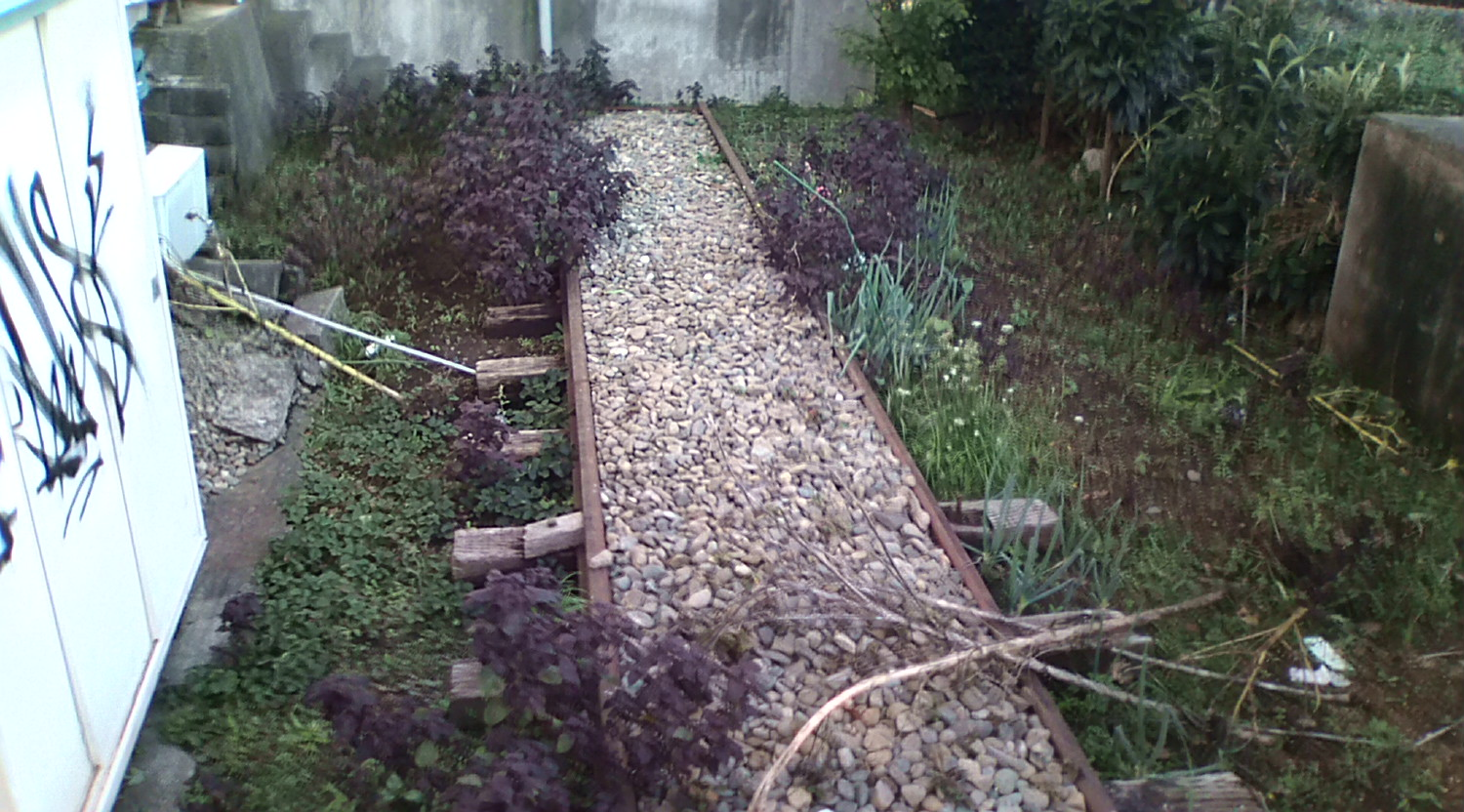
横浜線矢部駅横のレール
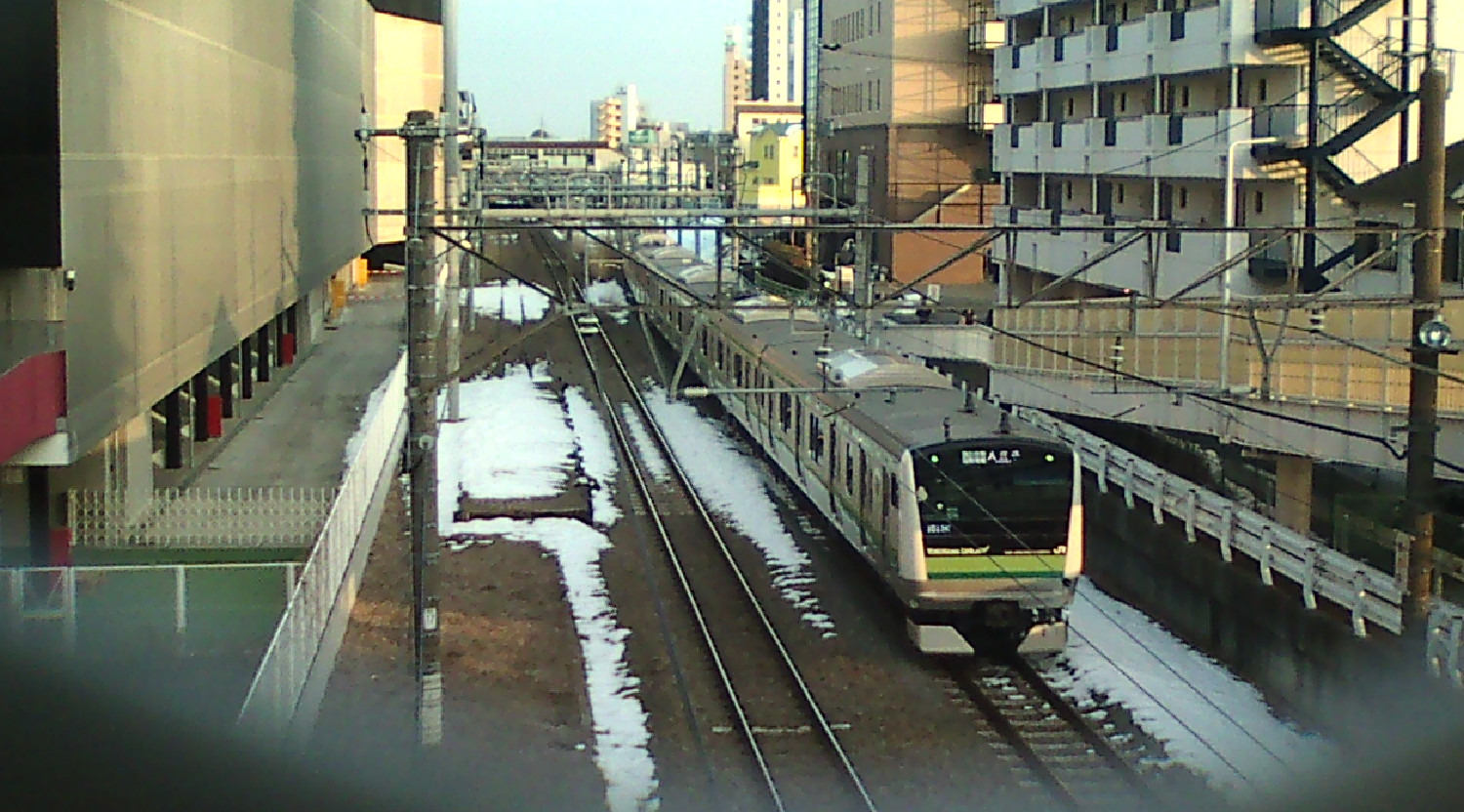
横浜線淵野辺駅のヤード跡（左の桜美林大学国際寮が貨物駅跡で、未だに本線の横に1線残っている）
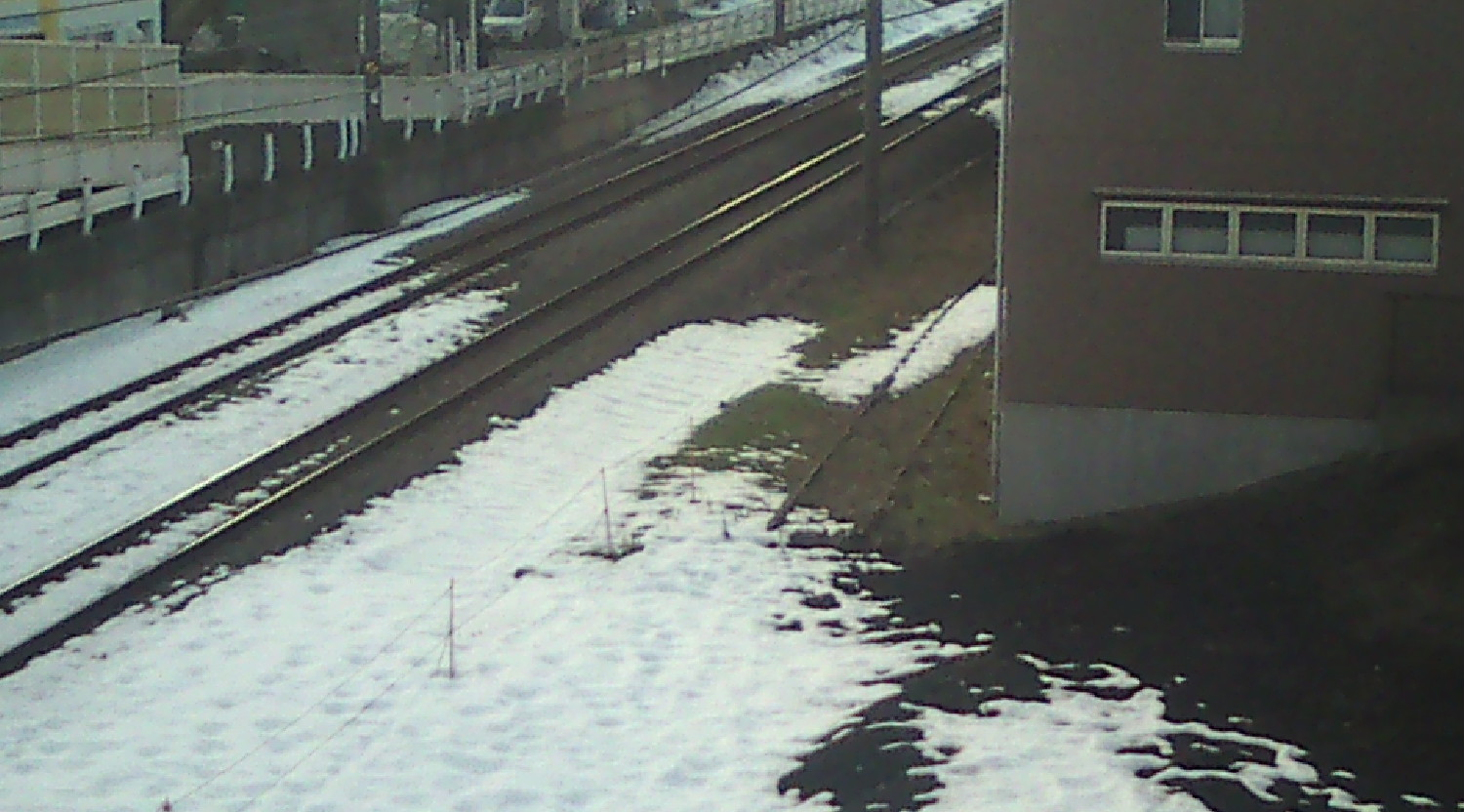
ヤードの分岐点（分岐器は撤去された）
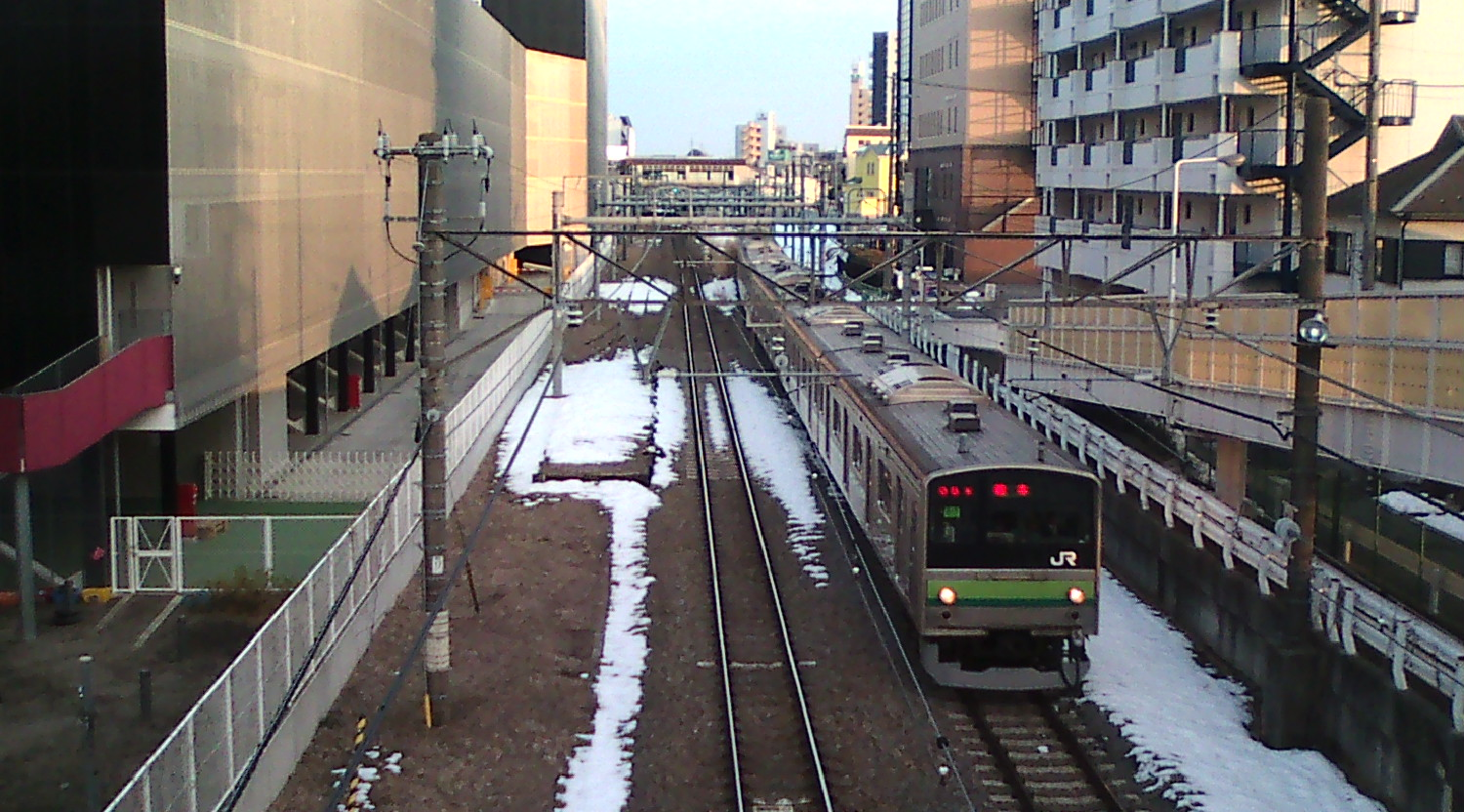
手前あたりに2012年12月頃まで渡り線が存在した